# Circuit des nations de Genève
Le circuit des Nations de Genève était un tracé urbain long de 4 110 mètres entre le lac Léman et la Place des Nations à Genève, Suisse. Il a accueilli le Grand Prix des Nations, assimilable à une épreuve de Formule 1 et le Grand Prix de Genève, assimilable à une épreuve de Formule 2 ainsi que des épreuves hors championnat.
Dès 1931 apparaît cependant un Grand Prix de Genève, unique, disputé à Meyrin et remporté par Marcel Lehoux sur Bugatti. 
Au total on compte cinq épreuves du Circuit des nations entre 1946 et 1950. Les vainqueurs de celles-ci portaient des noms célèbres ; Giuseppe Farina, Raymond Sommer, Maurice Trintignant, Juan Manuel Fangio, le Prince Bira (qui habitait Genève, entre autres). 
Les circuits les plus proches étaient Aix les Bains (Circuit du Lac) et Lausanne (Circuit du Léman ou Blécherette). Tous étaient des circuits urbains temporaires. Le Circuit des Nations de Genève attirait des pilotes et des spectateurs locaux mais aussi de France et d'Italie voire d'Angleterre.

## Histoire
| Date            | Épreuve                    | Catégorie                       | Longueur du circuit |
| --------------- | -------------------------- | ------------------------------- | ------------------- |
| 21 juillet 1946 | 1er Grand Prix des Nations | Grand Prix FIA                  | 2,945 km            |
| 2 mai 1948      | 2e Grand Prix de Genève    | Formule 2 FIA, hors-championnat | 2,945 km            |
| 2 mai 1948      | 2e Grand Prix des Nations  | Formule 1 FIA, hors-championnat | 2,945 km            |
| 30 juillet 1950 | 3e Grand Prix de Genève    | Formule 2 FIA, hors-championnat | 6,325 km            |
| 30 juillet 1950 | 3e Grand Prix des Nations  | Formule 1 FIA, hors-championnat | 6,325 km            |

Note : des informations contradictoires sur la longueur du circuit ont pu être constatées.

### 1erGrand Prix des Nations
Grand Prix FIA, Circuit des Nations, Genève, Suisse - 21 juillet 1946.
44 tours du circuit urbain (version courte) de 2 945 mètres soit 131,4 km, parcouru à 103,9 km/h de moyenne.
| Place | Pilote                  | Auto           |
| ----- | ----------------------- | -------------- |
| 1     | Giuseppe Farina         | Alfa Romeo 158 |
| 2     | Carlo Felice Trossi     | Alfa Romeo 158 |
| 3     | Jean-Pierre Wimille     | Alfa Romeo 158 |
| 4     | Tazio Nuvolari          | Maserati 4CL   |
| 5     | Emmanuel de Graffenried | Maserati 4CL   |
| 6     | Prince Bira             | ERA/B          |
| 7     | Achille Varzi           | Alfa Romeo 158 |
| 8     | Raymond Sommer          | Maserati 4CL   |
| 9     | George Abecassis        | Alta           |
| 10    | Reg Parnell             | Maserati 4CL   |
| 11    | Luigi Villoresi         | Maserati 4CL   |

### 2eGrand Prix de Genève
Formule 2 FIA, épreuve hors championnat, Circuit des Nations, Genève, Suisse - 2 mai 1948.
70 tours du circuit urbain (version courte) de 2 945 mètres soit 206 km, parcouru à 98,15 km/h de moyenne.

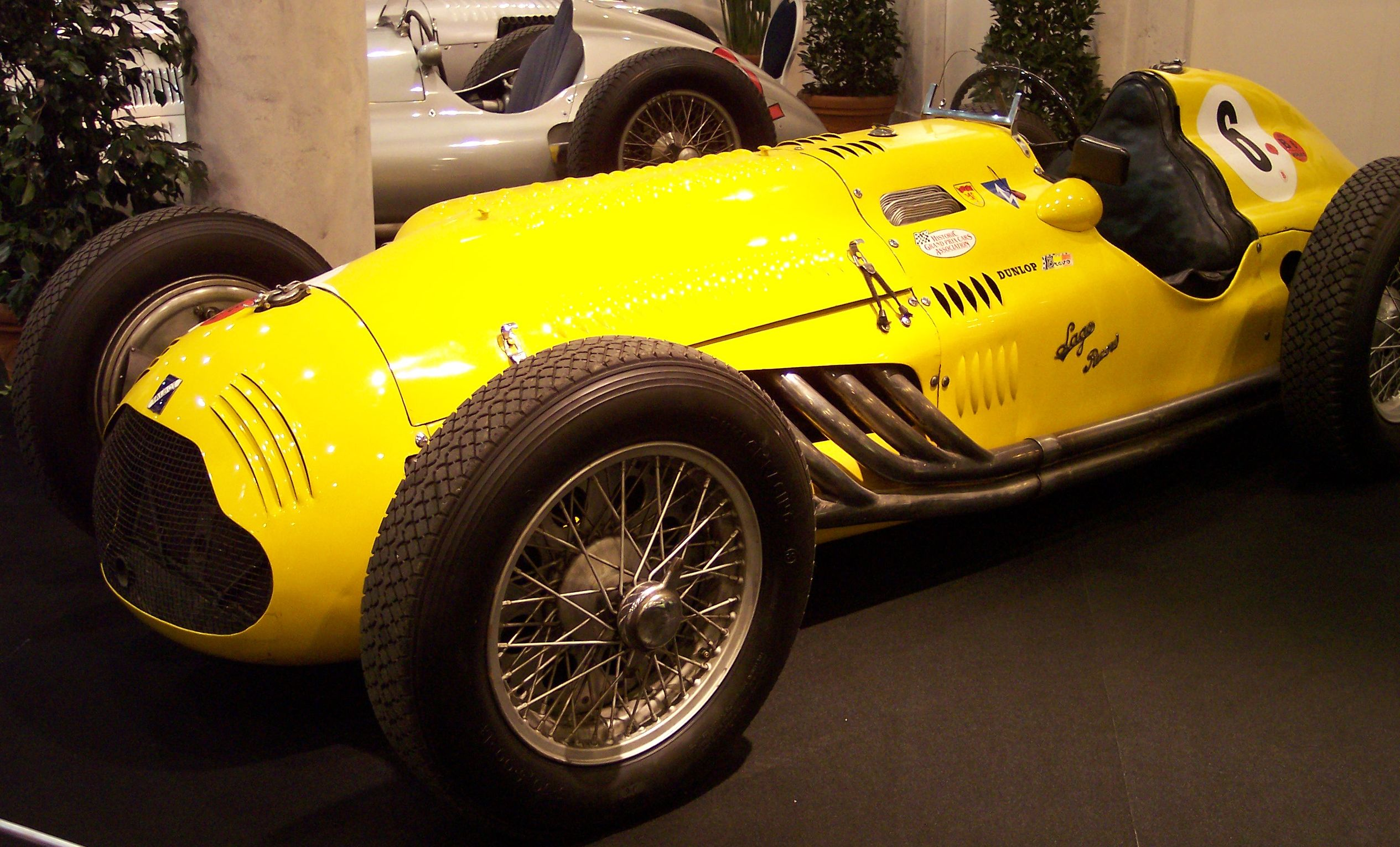
Talbot Lago T26

| Place | Pilote              | Écurie                   | Auto               |
| ----- | ------------------- | ------------------------ | ------------------ |
| 1     | Raymond Sommer      | Équipe Gordini           | Simca-Gordini T11  |
| 2     | Prince Bira         | Équipe Gordini           | Simca-Gordini T11  |
| 3     | Robert Manzon       | Équipe Gordini           | Simca-Gordini T11  |
| 4     | Harry Schell        | Écurie Bleue             | Cisitalia D46-Fiat |
| 5     | Robert              | Écurie de Paris          | Cisitalia D46-Fiat |
| 6     | Claude Bernheim     | Écurie Autosport         | Cisitalia D46-Fiat |
| 7     | Raymond de Saugé    | Raymond de Saugé Destrez | Cisitalia D46-Fiat |
| 8     | Carlo Pesci         | Carlo Pesci              | Cisitalia D46-Fiat |
| 9     | Roger Loyer         | Écurie de Paris          | Cisitalia D46-Fiat |
| 10    | Maurice Trintignant | Équipe Gordini           | Simca-Gordini T11  |
| 11    | Hans Stuck          | Hans Stuck               | Cisitalia D46-Fiat |
| 12    | Rudolf Fischer      | Écurie Espadon           | Simca-Gordini T11  |
| 13    | Walter Triverio     | Écurie Pano              | Cisitalia D46-Fiat |

### 2eGrand Prix des Nations
Formule 1 FIA, épreuve hors championnat, Circuit des Nations, Genève, Suisse - 2 mai 1948.
80 tours du circuit urbain (version courte) de 2 945 mètres soit 236 km, parcouru à la vitesse moyenne de 98,18 km/h.

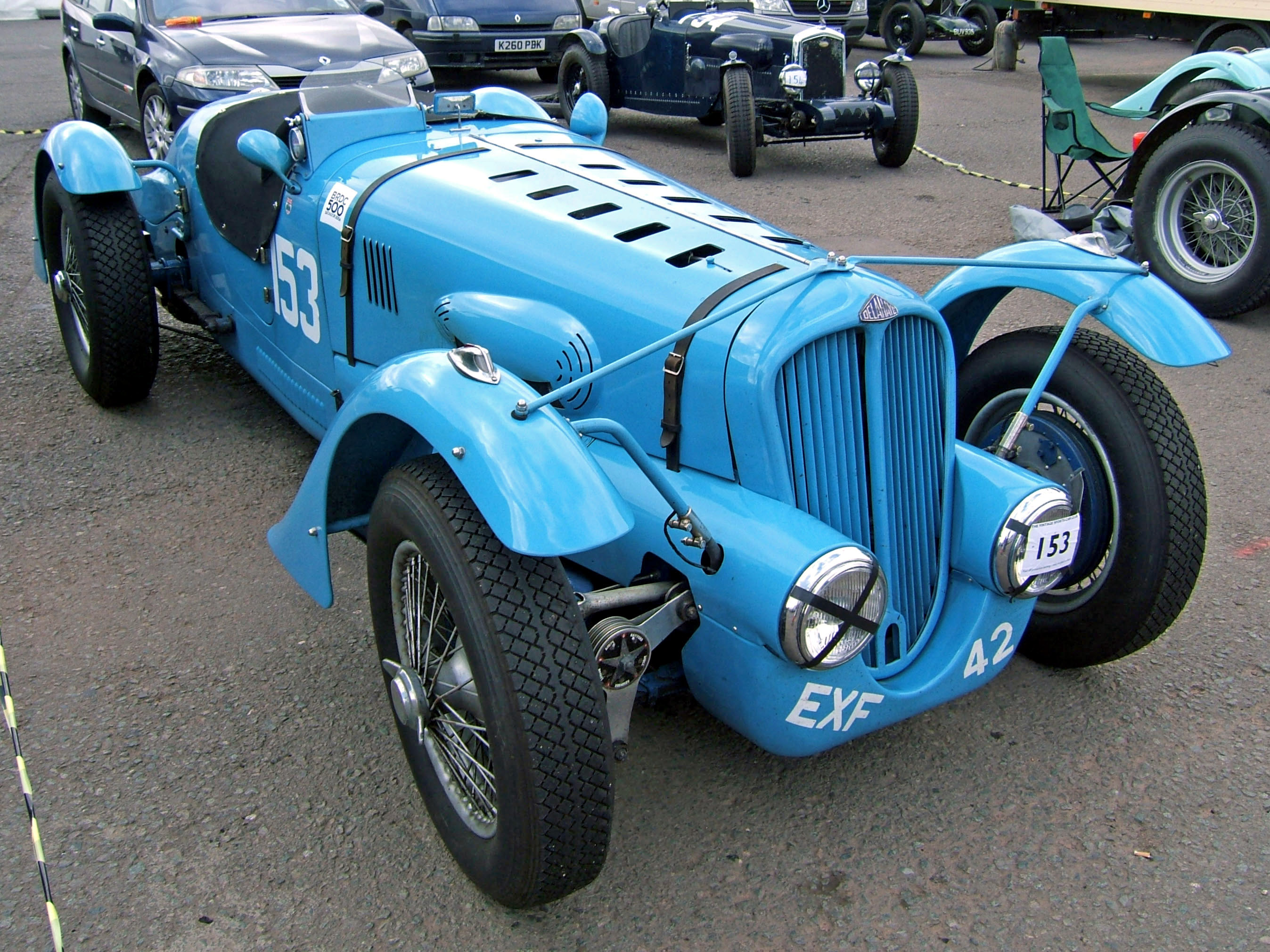
Delahaye 135S

| Place | Pilote                  | Auto              |
| ----- | ----------------------- | ----------------- |
| 1     | Giuseppe Farina         | Maserati 4CLT     |
| 2     | Emmanuel de Graffenried | Maserati 4CL      |
| 3     | Raymond Sommer          | Ferrari 166SC     |
| 4     | Eugène Chaboud          | Delahaye 135S     |
| 5     | Henri Louveau           | Delage D6-3000    |
| 6     | Clemar Bucci            | Maserati 4CL      |
| 7     | Jean-Pierre Wimille     | Simca-Gordini T15 |
| 8     | Charles Pozzi           | Talbot-Lago T150C |
| 9     | Louis Rosier            | Talbot-Lago       |
| 10    | Yves Giraud-Cabantous   | Talbot-Lago       |
| 11    | Nello Pagani            | Maserati 4CL      |
| 12    | Luigi Villoresi         | Maserati 4CL      |
| 13    | Luigi Fagioli           | Maserati 4CL      |
| 14    | Maurice Trintignant     | Simca-Gordini T15 |
| 15    | Prince Bira             | Maserati 4CL      |
| 16    | Ernest Ramseier         | Maserati 4CL      |
| 17    | Louis Chiron            | Talbot-Lago       |

### 3eGrand Prix de Genève
Formule 2 FIA, épreuve hors championnat, Circuit des Nations, Genève, Suisse – 30 juillet 1950.
45 tours du circuit urbain de 6 325 mètres soit 180 km, parcouru à 120,93 km/h de moyenne.

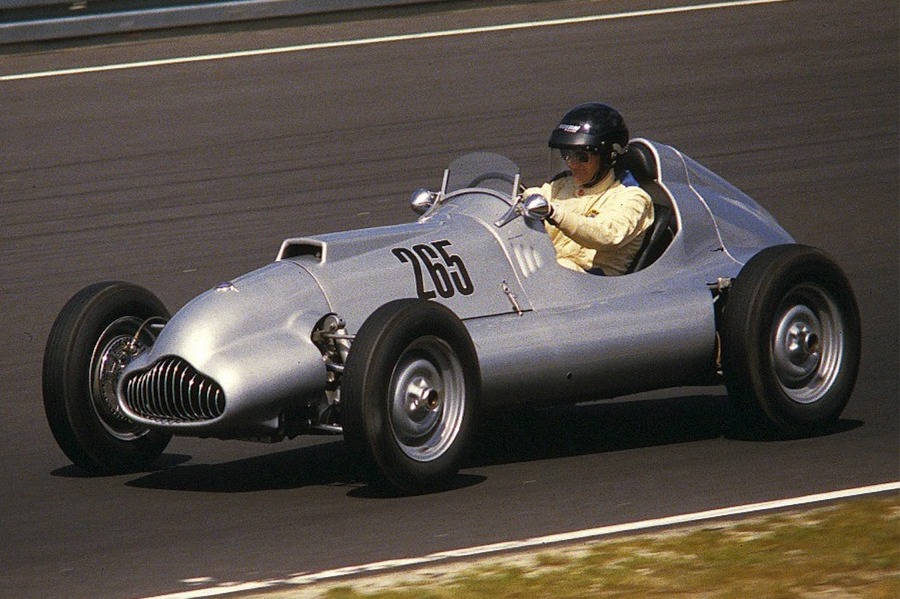
Veritas Meteor

| Place | Pilote              | Écurie                       | Auto               |
| ----- | ------------------- | ---------------------------- | ------------------ |
| 1     | Maurice Trintignant | Équipe Gordini               | Simca-Gordini T15  |
| 2     | André Simon         | Équipe Gordini               | Simca-Gordini T15  |
| 3     | Dorino Serafini     | Scuderia Ferrari             | Ferrari 166F2      |
| 4     | Roberto Mieres      | Automovil Club Argentina     | Maserati 4CLT/48   |
| 5     | André Canonica      | André Canonica               | Simca-Gordini T11  |
| 6     | Lance Macklin       | HW Motors Ltd.               | HWM/Alta           |
| 7     | Alfred Dattner      | Alfred Dattner               | Simca-Gordini T11  |
| 8     | Luigi Villoresi     | Scuderia Ferrari             | Ferrari 166F2      |
| 9     | Toni Branca         | Mme de Walckiers             | Simca-Gordini T15  |
| 10    | Robert              | Écurie Paris                 | Cisitalia D46/Fiat |
| 11    | Mario Tadini        | Scuderia Ferrari             | Ferrari 166F2      |
| 12    | Aldo Gordini        | Équipe Gordini               | Simca-Gordini T15  |
| 13    | Roger Loyer         | Écurie Paris                 | Simca-Gordini T16  |
| 14    | Paul Glauser        | Écurie Suisse                | Veritas Meteor     |
| 15    | Alexander Orley     | Alexander Orley              | Veritas Meteor     |
| 16    | George Abecassis    | HW Motors Ltd.               | HWM/Alta           |
| 17    | Ernesto Tornqvist   | Équipe Gordini               | Simca-Gordini T11  |
| 18    | Harry Schell        | Horschell Racing Corporation | Cooper T12/JAP     |

### 3eGrand Prix des Nations
Formule 1 FIA, épreuve hors championnat, Circuit des Nations, Genève, Suisse – 30 juillet 1950.
68 tours du circuit urbain de 6 325 mètres soit 272 km, parcouru à 127,60 km/h de moyenne.

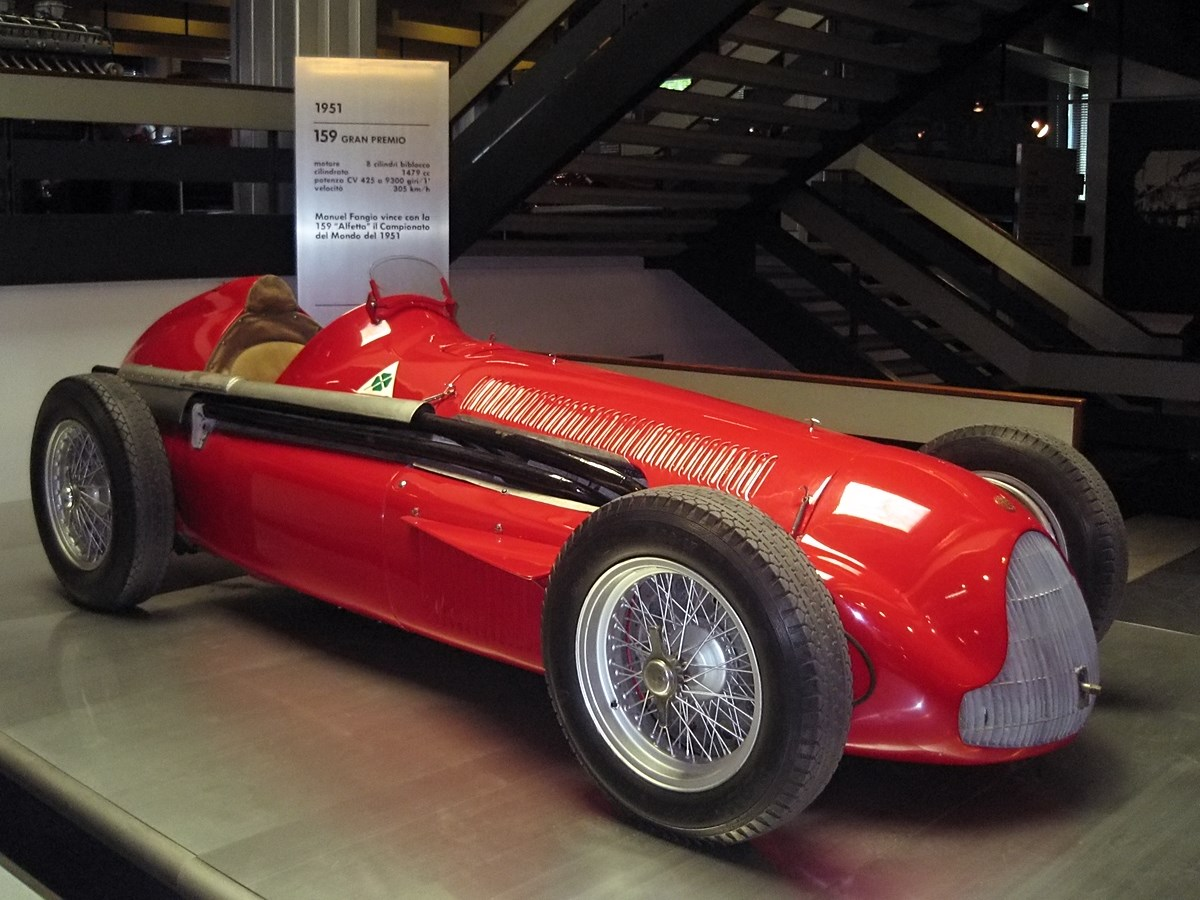
Alfa Romeo 159

| Place | Pilote                  | Auto                    |
| ----- | ----------------------- | ----------------------- |
| 1     | Juan Manuel Fangio      | Alfa Romeo 158          |
| 2     | Emmanuel de Graffenried | Alfa Romeo 158          |
| 3     | Piero Taruffi           | Alfa Romeo 158          |
| 4     | Alberto Ascari          | Ferrari 125             |
| 5     | Yves Giraud-Cabantous   | Talbot-Lago T26C        |
| 6     | Giuseppe Farina         | Alfa Romeo 158          |
| 7     | Robert Manzon           | Simca-Gordini T15       |
| 8     | Louis Chiron            | Maserati 4CLT/48        |
| 9     | Luigi Villoresi         | Ferrari 125             |
| 10    | Johnny Claes            | Talbot-Lago T26C        |
| 11    | Felice Bonetto          | Maserati Milano 4CLT-50 |
| 12    | Franco Rol              | Maserati 4CLT/48        |
| 13    | Toni Branca             | Maserati 4CL            |
| 14    | Raymond Sommer          | Talbot-Lago T26C        |
| 15    | Reg Parnell             | Maserati 4CLT/48        |
| 16    | Prince Bira             | Maserati 4CLT/48        |
| 17    | David Murray            | Maserati 4CLT/48        |
| 18    | Gianfranco Comotti      | Maserati Milano 4CLT-50 |
| 19    | Harry Schell            | Maserati 4CLT/48        |
| 20    | Jose Froilan Gonzalez   | Maserati 4CLT/48        |

## Une fin tragique
Au 36e tour du troisième Grand Prix des Nations (1950), le moteur de la Ferrari 125 d’Ascari explose et perd son l’huile près d’un virage à la fin de l’avenue de la Paix. Luigi Villoresi, lui aussi sur Ferrari 125, ne peut éviter la flaque, il dérape, passe les barrières de sécurité et rentre dans la foule. Trois spectateurs sont tués, une vingtaine d’autres sont blessés. Luigi Villoresi est lui aussi blessé à la jambe (fracture). Farina essaye d’éviter la voiture de Villoresi et part en tête à queue, il abandonne.
Cet événement, comme d’autres liés à la pratique de sport automobile sur des circuits urbains inadaptés, motiva les organisateurs à ne pas renouveler l'événement l’année suivante, d’autant plus que Genève avait perdu tout espoir de faire revenir un Grand-Prix de Formule 1.

## Autres circuits automobiles historiques
- Circuit du lac d'Aix les Bains
- Circuit des Platanes de Perpignan
- Circuit automobile de Comminges à Saint Gaudens
- Circuit automobile des remparts d'Angoulême
- Circuit automobile d'Albi (Les Planques)
- Circuit automobile de Cadours
- Circuit de Chimay (B)